# Beachhandball-Juniorenasienmeisterschaften 2022
Die Beachhandball-Juniorenasienmeisterschaften 2022 waren die zweite Austragung der kontinentalen Nachwuchs-Meisterschaft Asiens im Beachhandball.
Anders als im Allgemeinen üblich fanden die Turniere der Junioren und Juniorinnen nicht gleichzeitig und an einem gemeinsamen Ort statt, sondern zeitlich und räumlich getrennt. Da die Meisterschaft in den Iran vergeben wurde, konnte ein solcher Strandsport dort für Frauen aufgrund der örtlichen Moralvorstellungen nicht durchgeführt werden, weshalb das Turnier der Juniorinnen nach Bangkok in Thailand verlegt wurde. Dafür wurden die jeweiligen Wettbewerbe zeit- und ortsgleich mit den zum achten Mal durchgeführten Turnieren Asienmeisterschaften durchgeführt. Kurz vor der Austragung wurde die Veranstaltung der Männer von der Insel Kisch nach Teheran verlegt.
Neben der Ermittlung kontinentaler Meister wurden auch die asiatischen Vertreter für die Juniorenweltmeisterschaften im Juni des Jahres auf Kreta gesucht. Da das Turnier der Mädchen nach der COVID-19-Pandemie noch sehr schwach besucht war, konnten alle drei teilnehmenden Mannschaften eine Medaille gewinnen und auch alle drei Teams qualifizierten sich für die Nachwuchs-WM. Für das Turnier der Jungen gab es mit elf Meldungen deutlich mehr als bei der letzten Austragung vor der Pandemie 2016. Doch gab es auch fünf Absagen, weshalb am Ende noch sechs Mannschaften um Titel und die drei Junioren-WM-Startplätze kämpften. Einzig die Mannschaften Indiens war bei beiden Geschlechtern mit Mannschaften vertreten und gewannen dabei die Silbermedaille bei den Mädchen. Thailand und Hongkong zogen die Meldung für das Turnier der Junioren zurück. Bedeutende Nationen wie China, Japan und Taiwan traten gar nicht an.
Beide Turniere wurden als Liga ohne Play-offs ausgetragen.
| Juniorinnen Details | Bangkok, Thailand 25.–30. April 2022 | U 18 | Thailand | keine Playoffs | Indien    | Hongkong | nur drei Teilnehmer | nur drei Teilnehmer |
| Junioren Details    | Teheran, Iran 22.–28. März 2022      | U 18 | Iran     | keine Playoffs | Jordanien | Katar    | keine Playoffs      | Pakistan            |

## Platzierungen
| Nation         | Juniorinnen | Junioren |
| -------------- | ----------- | -------- |
| Afghanistan    | 0–          | 06       |
| Hongkong       | 03          | 0X       |
| Indien         | 02          | 05       |
| Iran           | 0–          | 01       |
| Jordanien      | 0–          | 02       |
| Katar          | 0–          | 03       |
| Pakistan       | 0–          | 04       |
| Saudi-Arabien  | 0–          | 0X       |
| Südkorea       | 0–          | 0X       |
| Taiwan         | 0–          | 0X       |
| Thailand       | 01          | 0X       |
| Teilnehmerzahl | 3           | 6        |

| Legende | Legende | Legende | Legende                                                           |
| ------- | ------- | ------- | ----------------------------------------------------------------- |
| 1       | 2       | 3       | Podest-Platzierungen                                              |
| 4       | 4       | 4       | Halbfinalisten                                                    |
| X       | X       | X       | Mannschaft zunächst gemeldet, aber nicht angetreten/zurückgezogen |